# Unione Sportiva Foggia & Incedit 1960-1961
Questa pagina raccoglie i dati riguardanti l'Unione Sportiva Foggia & Incedit nelle competizioni ufficiali della stagione 1960-1961.

## Stagione
Il Foggia nel campionato di Serie B 1960-1961 si classifica al diciannovesimo posto e retrocede in serie C insieme alla Triestina e al Marzotto.
In Coppa Italia dopo la vittoria per 1-0 al primo turno sul Catanzaro, viene eliminata al secondo turno dal Bari (sconfitta per 3-1).

## Organigramma societario
Area direttiva
- Presidente: Armando Piccapane

Area tecnica
- Allenatore: Leonardo Costagliola, poi Paolo Tabanelli (dal 19 gennaio), poi Leonardo Costagliola (dal 20 marzo)

## Rosa
| N. |                   | Ruolo | Calciatore          |
| -- | ----------------- | ----- | ------------------- |
|    | Italia (bandiera) | P     | Renzo Biondani      |
|    | Italia (bandiera) | P     | Ermes Filippuzzi    |
|    | Italia (bandiera) | P     | Nicolò Giannisi     |
|    | Italia (bandiera) | D     | Giampiero Bartoli   |
|    | Italia (bandiera) | D     | Angelo Bertuolo     |
|    | Italia (bandiera) | D     | Alfredo Corvino     |
|    | Italia (bandiera) | D     | Luigi De Pase       |
|    | Italia (bandiera) | C     | Alberto Baldoni     |
|    | Italia (bandiera) | C     | Giuseppe Bortolotti |
|    | Italia (bandiera) | C     | Manlio Compagno     |
|    | Italia (bandiera) | C     | Franco Diamantini   |
|    | Italia (bandiera) | C     | Giorgio Odling      |

| N. |                   | Ruolo | Calciatore          |
| -- | ----------------- | ----- | ------------------- |
|    | Italia (bandiera) | C     | Carlo Orlandi       |
|    | Italia (bandiera) | C     | Marcello Panattoni  |
|    | Italia (bandiera) | C     | Francesco Patino    |
|    | Italia (bandiera) | C     | Matteo Rinaldi      |
|    | Italia (bandiera) | C     | Maurizio Thermes    |
|    | Italia (bandiera) | A     | Piero Fiorindi      |
|    | Italia (bandiera) | A     | Giorgio Longo       |
|    | Italia (bandiera) | A     | Piero Merlo         |
|    | Italia (bandiera) | A     | Cosimo Nocera       |
|    | Italia (bandiera) | A     | Luigi Pigniatelli   |
|    | Italia (bandiera) | A     | Antonio Stornaiuolo |
|    | Italia (bandiera) | A     | Strozziero          |

## Risultati

### Serie B

#### Girone di andata
| 25 settembre 1960 1ª giornata | Venezia | 2 – 0 | Foggia & Incedit |  |

| 2 ottobre 1960 2ª giornata | Foggia & Incedit | 0 – 0 | Simmenthal-Monza |  |

| 9 ottobre 1960 3ª giornata | Alessandria | 3 – 2 | Foggia & Incedit |  |

| 16 ottobre 1960 4ª giornata | Foggia & Incedit | 0 – 0 | Ozo Mantova |  |

| 23 ottobre 1960 5ª giornata | Novara | 2 – 1 | Foggia & Incedit |  |

| 30 ottobre 1960 6ª giornata | Foggia & Incedit | 0 – 0 | Brescia |  |

| 6 novembre 1960 7ª giornata | Parma | 1 – 1 | Foggia & Incedit |  |

| 13 novembre 1960 8ª giornata | Foggia & Incedit | 1 – 1 | Sambenedettese |  |

| 20 novembre 1960 9ª giornata | Foggia & Incedit | 1 – 0 | Reggiana |  |

| 27 novembre 1960 10ª giornata | Messina | 1 – 0 | Foggia & Incedit |  |

| 4 dicembre 1960 11ª giornata | Foggia & Incedit | 2 – 0 | Como |  |

| 11 dicembre 1960 12ª giornata | Pro Patria | 2 – 1 | Foggia & Incedit |  |

| 18 dicembre 1960 13ª giornata | Foggia & Incedit | 2 – 1 | Triestina |  |

| 25 dicembre 1960 14ª giornata | Verona | 1 – 1 | Foggia & Incedit |  |

| 1º gennaio 1961 15ª giornata | Foggia & Incedit | 0 – 1 | Genoa |  |

| 8 gennaio 1961 16ª giornata | Foggia & Incedit | 2 – 2 | Prato |  |

| 15 gennaio 1961 17ª giornata | Marzotto Valdagno | 3 – 0 | Foggia & Incedit |  |

| 22 gennaio 1961 18ª giornata | Foggia & Incedit | 3 – 0 | Catanzaro |  |

| 29 gennaio 1961 19ª giornata | Palermo | 3 – 0 | Foggia & Incedit |  |

#### Girone di ritorno
| 5 febbraio 1961 20ª giornata | Foggia & Incedit | 0 – 2 | Venezia |  |

| 12 febbraio 1961 21ª giornata | Simmenthal-Monza | 2 – 0 | Foggia & Incedit |  |

| 19 febbraio 1961 22ª giornata | Foggia & Incedit | 1 – 0 | Alessandria |  |

| 26 febbraio 1961 23ª giornata | Ozo Mantova | 1 – 1 | Foggia & Incedit |  |

| 5 marzo 1961 24ª giornata | Foggia & Incedit | 0 – 0 | Novara |  |

| 12 marzo 1961 25ª giornata | Brescia | 1 – 0 | Foggia & Incedit |  |

| 19 marzo 1961 26ª giornata | Foggia & Incedit | 1 – 2 | Parma |  |

| 26 marzo 1961 27ª giornata | Sambenedettese | 1 – 0 | Foggia & Incedit |  |

| 2 aprile 1961 28ª giornata | Reggiana | 5 – 3 | Foggia & Incedit |  |

| 9 aprile 1961 29ª giornata | Foggia & Incedit | 2 – 1 | Messina |  |

| 16 aprile 1961 30ª giornata | Como | 3 – 1 | Foggia & Incedit |  |

| 23 aprile 1961 31ª giornata | Foggia & Incedit | 2 – 1 | Pro Patria |  |

| 30 aprile 1961 32ª giornata | Triestina | 3 – 0 | Foggia & Incedit |  |

| 7 maggio 1961 33ª giornata | Foggia & Incedit | 2 – 1 | Verona |  |

| 11 maggio 1961 34ª giornata | Genoa | 3 – 1 | Foggia & Incedit |  |

| 14 maggio 1961 35ª giornata | Prato | 0 – 2 | Foggia & Incedit |  |

| 21 maggio 1961 36ª giornata | Foggia & Incedit | 4 – 1 | Marzotto Valdagno |  |

| 28 maggio 1961 37ª giornata | Catanzaro | 3 – 1 | Foggia & Incedit |  |

| 4 giugno 1961 38ª giornata | Foggia & Incedit | 2 – 3 | Palermo |  |

## Statistiche

### Statistiche di squadra
| Competizione | Punti | In casa | In casa | In casa | In casa | In casa | In casa | In trasferta | In trasferta | In trasferta | In trasferta | In trasferta | In trasferta | Totale | Totale | Totale | Totale | Totale | Totale | DR  |
| Competizione | Punti | G       | V       | N       | P       | Gf      | Gs      | G            | V            | N            | P            | Gf           | Gs           | G      | V      | N      | P      | Gf     | Gs     | DR  |
| ------------ | ----- | ------- | ------- | ------- | ------- | ------- | ------- | ------------ | ------------ | ------------ | ------------ | ------------ | ------------ | ------ | ------ | ------ | ------ | ------ | ------ | --- |
| Serie B      | 29    | 19      | 9       | 6       | 4       | 25      | 16      | 19           | 1            | 3            | 15           | 15           | 40           | 38     | 10     | 9      | 19     | 40     | 56     | -16 |
| Coppa Italia |       | -       | -       | -       | -       | -       | -       | 2            | 1            | 0            | 1            | 2            | 3            | 2      | 1      | 0      | 1      | 2      | 3      | -1  |
| Totale       |       | 19      | 9       | 6       | 4       | 25      | 16      | 21           | 2            | 3            | 16           | 17           | 43           | 40     | 11     | 9      | 20     | 42     | 59     | -17 |

### Statistiche dei giocatori
| Giocatore      | Serie B  | Serie B | Coppa Italia | Coppa Italia | Totale   | Totale |
| Giocatore      | Presenze | Reti    | Presenze     | Reti         | Presenze | Reti   |
| -------------- | -------- | ------- | ------------ | ------------ | -------- | ------ |
| A. Baldoni     | 18       | 0       | 2            | 0            | 20       | 0      |
| G. Bartoli     | 32       | 0       | 2            | 0            | 34       | 0      |
| A. Bertuolo    | 22       | 0       | -            | -            | 22       | 0      |
| R. Biondani    | 35       | -49     | 2            | -3           | 37       | -52    |
| G. Bortolotti  | 34       | 1       | 2            | 0            | 36       | 1      |
| M. Compagno    | 29       | 2       | -            | -            | 29       | 2      |
| L. De Pase     | 32       | 1       | 2            | 0            | 34       | 1      |
| F. Diamantini  | 15       | 0       | -            | -            | 15       | 0      |
| E. Filippuzzi  | 1        | -2      | -            | -            | 1        | -2     |
| P. Fiorindi    | 18       | 5       | -            | -            | 18       | 5      |
| N. Giannisi    | 2        | -3      | -            | -            | 2        | -3     |
| G. Longo       | 7        | 1       | 2            | 1            | 9        | 2      |
| P. Merlo       | 32       | 15      | 2            | 0            | 34       | 15     |
| C. Nocera      | 25       | 10      | -            | -            | 25       | 10     |
| G. Odling      | 27       | 0       | 2            | 0            | 29       | 0      |
| C. Orlandi     | 1        | 0       | 1            | 0            | 2        | 0      |
| M. Panattoni   | 3        | 0       | 2            | 0            | 5        | 0      |
| F. Patino      | 34       | 5       | 2            | 1            | 36       | 6      |
| L. Pignatelli  | 1        | 0       | -            | -            | 1        | 0      |
| M. Rinaldi     | 5        | 0       | -            | -            | 5        | 0      |
| A. Stornaiuolo | 24       | 0       | 2            | 0            | 26       | 0      |
| M. Thermes     | 21       | 0       | -            | -            | 21       | 0      |